# Запорожець (трактор)

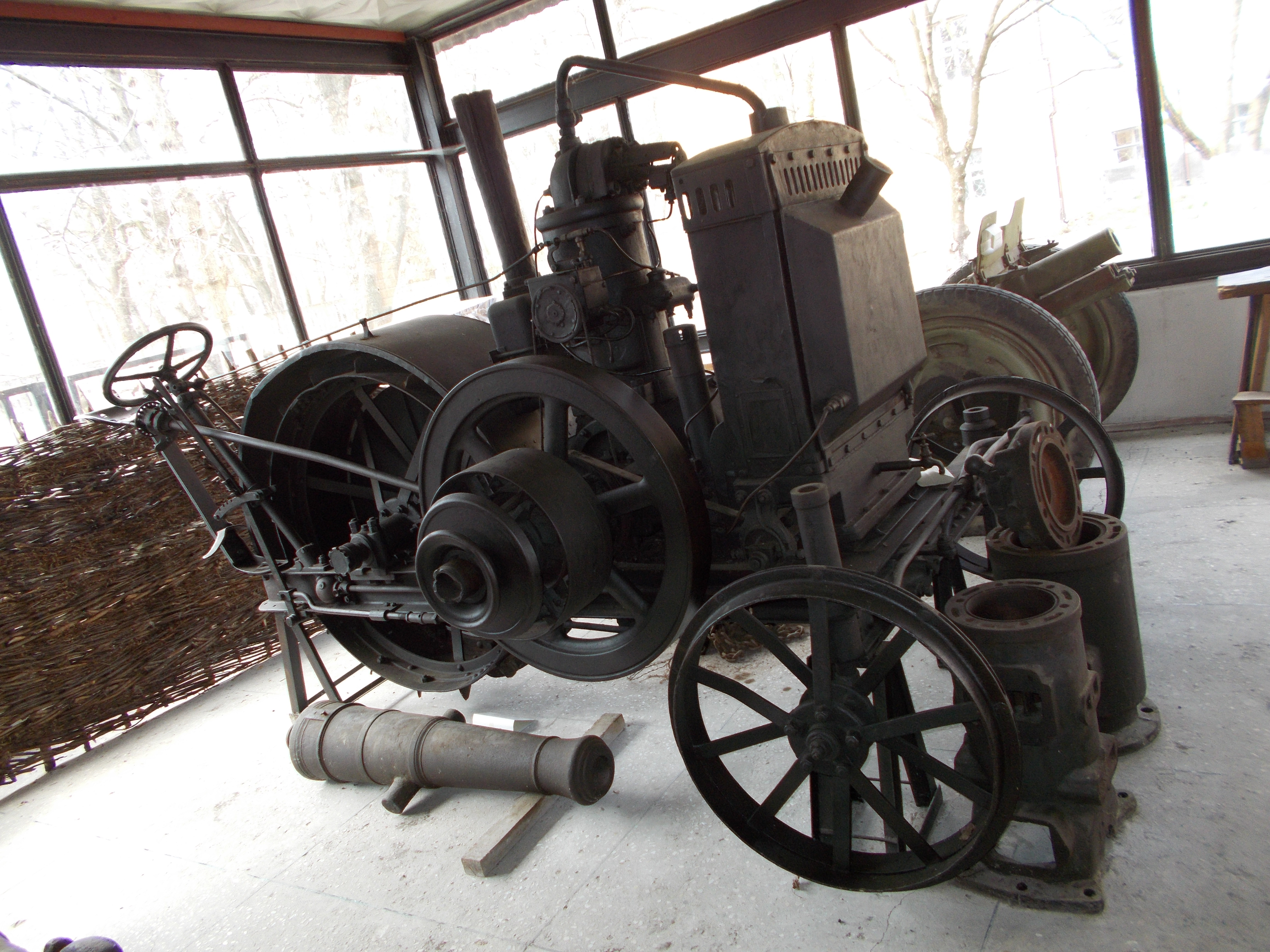
Трактор «Запорожець» у павільоні Чернігівського історичного музею.

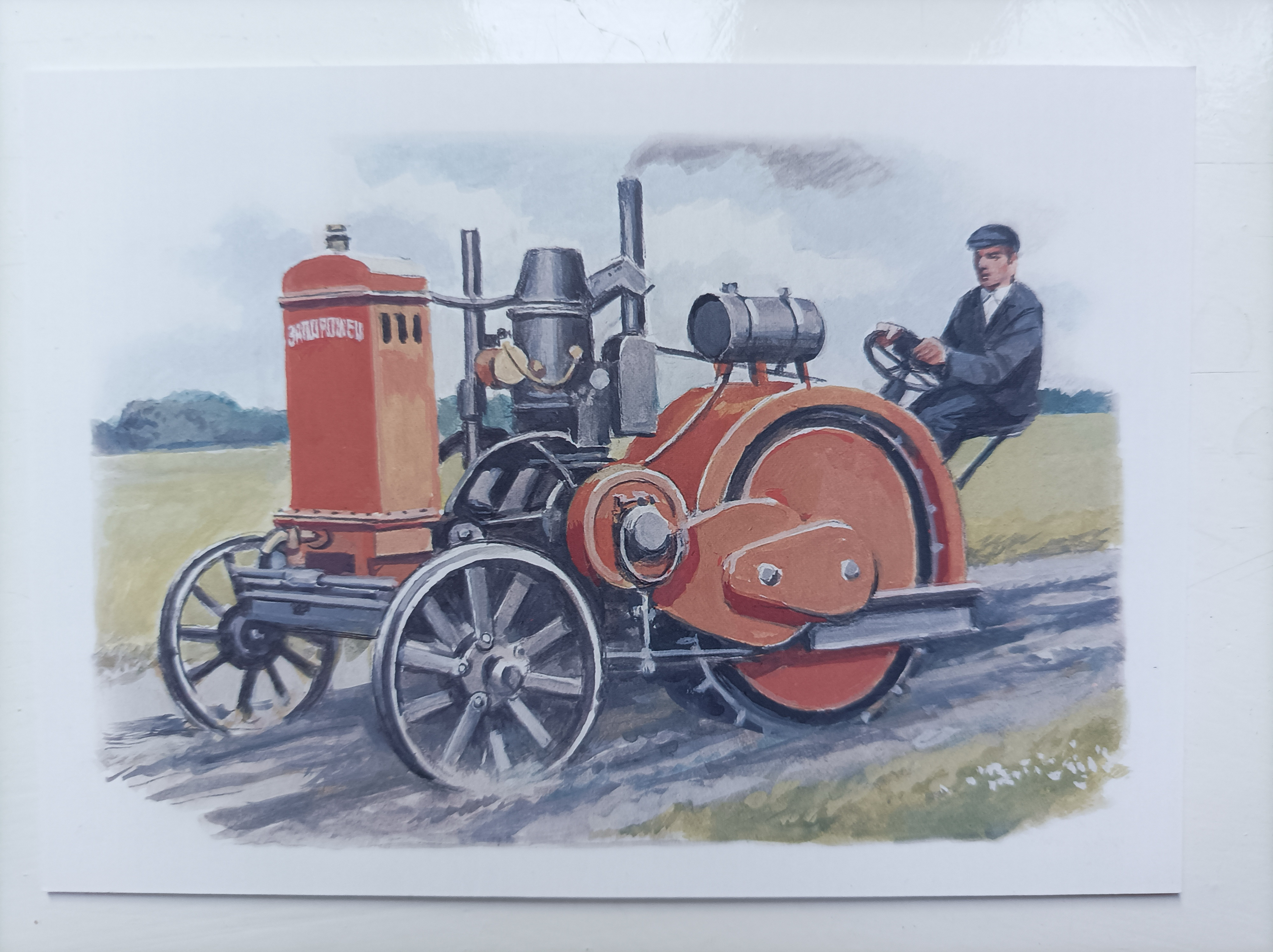
Поштова листівка з трактором "Запорожець"

«Запорожець» — перший радянський трактор. Випускався з 1923 року на заводі «Красный Прогресс» (нині Дизелебудівний завод) у місті Великий Токмак Запорізької області Української РСР. Трактор був побудований на базі 12-сильного одноциліндрового двотактного нафтового двигуна калоризаторного типу. Згодом потужність двигуна збільшили до 16 к.с.

## Проєкт трактора
Ще перед Першою світовою війною у селі Кічкас один із заводів приступив до розробки трактора за американськими зразками, але війна змусила припинити розробку. Лише в 1921 році, коли діяльність промислових підприємств стала потроху налагоджуватися, технічні керівники кічкаського заводу інженери Р. Ремпель і А. Унгер за підтримки запорізького Губметалу вирішили побудувати перший оригінальний трактор. Його будували без будь-яких креслень, ескізів, з випадкових матеріалів, а то й інших деталей машин, що опинилися під рукою. Головною своєю метою інженери ставили з'ясування практичної придатності двох конструктивних рішень: простого одноциліндрового двигуна, працюючого на чорній нафті, і одного робочого колеса, щоб в результаті отримати нескладний і недорогий трактор для сільського господарства.
Протокол випробувань дослідного зразка (літо 1922 року) свідчив:
«Трактор с 12-сильным двигателем, расходующим около двух пудов черной нефти на десятину, при глубине вспашки до четырех вершков свободно снимал пласт земли в 65 квадратных вершков. Трактор мог вспахать 1,5-3 десятины земли в день (в зависимости от глубины вспашки)».
Проект трактора для виробництва був переданий на токмацький завод «Красный прогресс» 29 вересня 1923 року, де на хвилі розпочатої політики українізації трактор назвали Запорожцем. Було запропоновано освоїти серійне виробництво. Цікаво, що свій шлях до заводу, майже в 90 верст від села Кічкас «Запорожець» пройшов своїм ходом. По шляху проходження для селян кілька разів демонструвалася оранка землі.
У газеті «Красное Запорожье» писали:
«Соревнования „Запорожца“ первого выпуска и гусеничного трактора „Холт“ Обуховского завода на полях Петровской сельскохозяйственной академии осенью 1923 года прошли в пользу отечественного первенца. На вспашку десятины земли при четырехвершковой глубине «Запорожец» в среднем тратил около 30 кг нефти. Трактор «Холт» — 36 кг керосина. За оригинальную конструкцию трактора применительно к условиям СССР, при хорошей сборке, производительности и тяговых усилиях госзавод № 14 удостоился Почетного диплома I степени».

## Серійне виробництво

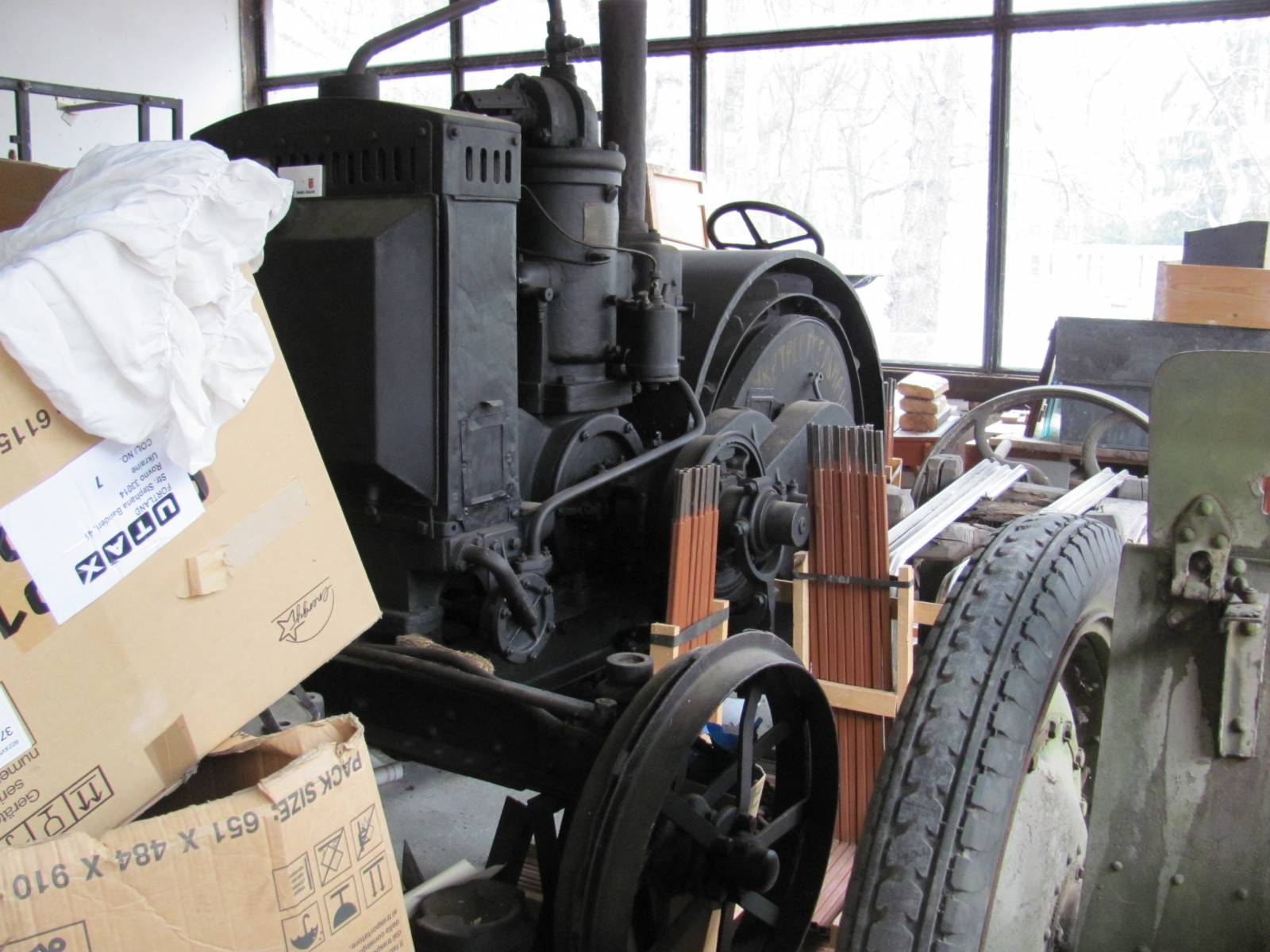
Трактор «Запорожець» № 107 у Чернігівському історичному музеї ім. Тарновського

Програма виробництва передбачала довести до 1924—1925 років випуск «Запорожців» до 300 штук на рік. Але реалізувати цей план не вдалося. Товарищ Сталін вимагав, що б на одній лінії випуску тракторів можна було б протягом декількох днів перейти на випуск танків, бронемашин… Півкустарне виробництво «Запорожця» не підходило до таких вимог.
Всього тракторів «Запорожець» на заводі «Красный прогресс» — з 1923 по 1926 рік було випущено близько 500 штук. З 1925 року на нього встановили вже 16 сильний двигун замість 12-и сильного.

### 107й Запорожець
Відомий один факт використання на колгоспних полях трактора «Запорожець» у Чернігівській області Української РСР. На тракторі з номером № 107, тракторист і механік М. І. Роскот з Чернігівської області беззмінно відпрацював з 1924 по 1958 рік.
Колгоспники і сам тракторист любили і поважали свій трактор. Існує легенда, що під час німецько-радянської війни на колгоспне поле несподівано ступили німецькі солдати. Раптовість нападу змусила колгоспників кинути роботу і сховатися. Німецькі солдати побачивши, що в полі стоїть дивного вигляду машина, злякались і вирішили не чіпати невідомий механізм та пішли геть.
Врятовані таким чином колгоспники вирішили зберегти свій трактор. Роскот розібрав його, вузли та деталі надійно законсервував і закопав у надійному місці. Після визволення Чернігівщини деталі трактора викопали, «Запорожець» зібрали і він прийшов на допомогу зруйнованому колгоспу.
У 1958 році трактор визнали застарілим і замінили на нову машину. «Запорожець», завдяки інциденту в роки війни, потрапив до Чернігівського історичного музею, де зберігається донині. Це - єдиний у світі оригінальний екземпляр цієї моделі трактору, який зберігся. Існує ще декілька тракторів, проте вони вже не є оригінальними, а відтворені за допомогою зберігшихся частин та доробок. 
У музею немає ані приміщення, ані місця під постамент для демонстрації трактора, тому він зберігається у внутрішньому дворі в приміщенні музейного складу.

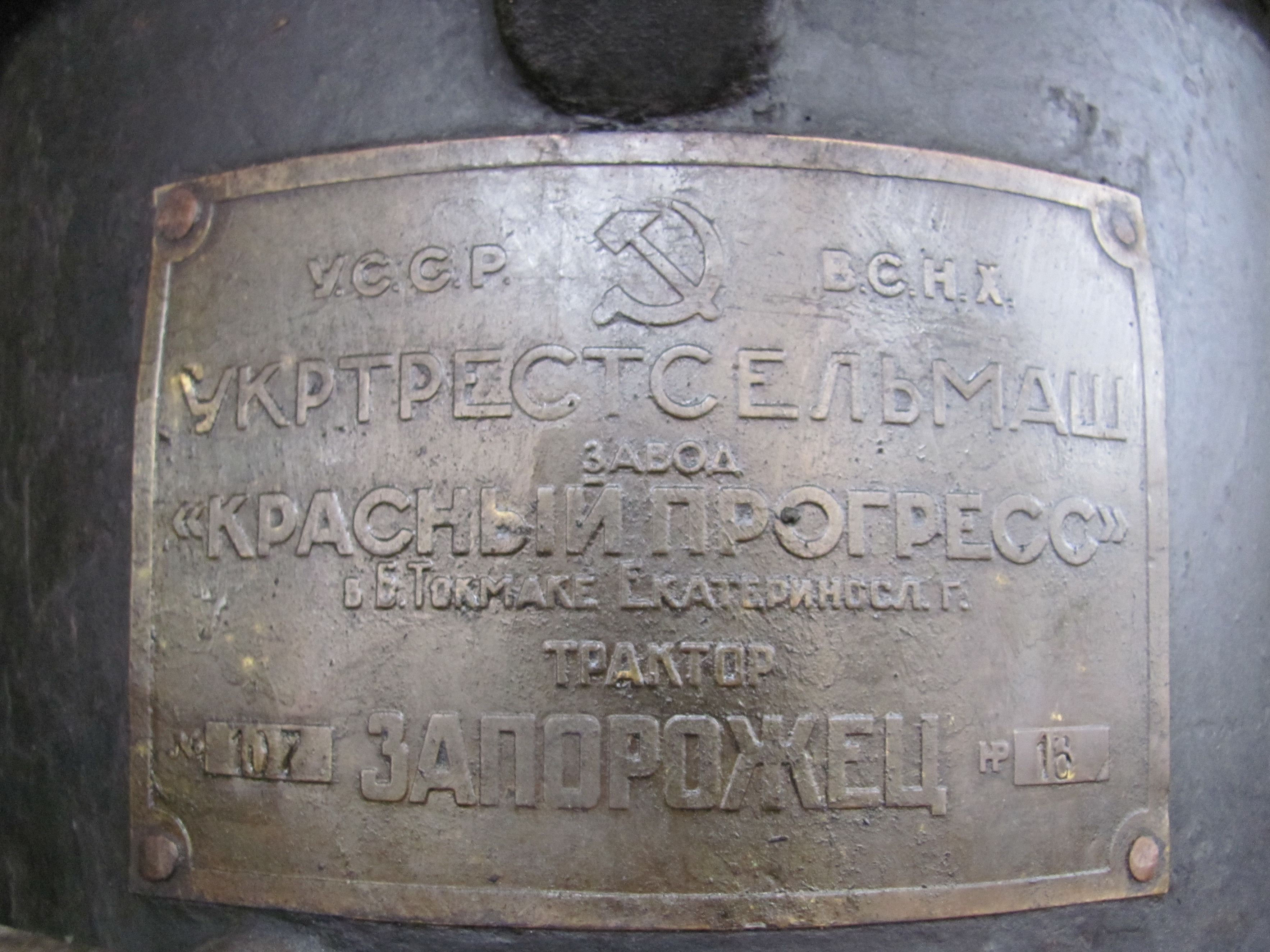
Заводська табличка трактора «Запорожець» № 107.

## У сувенірній індустрії
Колекційну модель трактора у масштабі 1:43 було випущено видавництвом Hachette у журнальній серії "«Тракторы. История,люди,машины»" (випуск № 69; 2017 рік).
У 2021 році АТ «Укрпошта» випустило поштову марку та листівку з зображенням трактора «Запорожець».